# Hans Pfitzner
 (octobre 2020).
Si vous disposez d'ouvrages ou d'articles de référence ou si vous connaissez des sites web de qualité traitant du thème abordé ici, merci de compléter l'article en donnant les références utiles à sa vérifiabilité et en les liant à la section « Notes et références ».
Hans Erich Pfitzner, né à Moscou le 5 mai 1869 et mort à Salzbourg le 22 mai 1949, est un compositeur et chef d'orchestre allemand. Il est surtout connu pour son opéra Palestrina, inspiré de la vie du compositeur du même nom.

## Biographie
Hans Pfitzner naît le 5 mai 1869 à Moscou, où son père Robert Pfitzner est violoniste dans un orchestre. Deux ans plus tard, sa famille déménage à Francfort. C'est là qu'il passe sa jeunesse, étudiant la musique au Conservatoire Hoch jusqu'en 1890.
Après de petits emplois de professeur de piano à Coblence et Berlin, il commence sa carrière de chef d'orchestre au théâtre de Mayence, où il fait représenter son premier opéra, Der arme Heinrich.
En 1908, il est nommé directeur du conservatoire de Strasbourg et chef des concerts d'abonnement de l'orchestre municipal (futur Orchestre philharmonique de Strasbourg). En 1910, il devient également directeur artistique de l'opéra de Strasbourg. Il quitte Strasbourg en 1919. Il enseigne ensuite à l'Académie des arts de Berlin puis rejoint en 1929 l'Opéra d’État de Bavière comme chef d'orchestre.
Sa principale œuvre dramatique, Palestrina, fut créée à Munich en 1917 par Bruno Walter. Cette œuvre, qui s'inscrit dans la tradition wagnérienne tout en rendant hommage à l'un des maîtres de la polyphonie de la Renaissance, se veut un manifeste contre la musique nouvelle, incarnée à l'époque par Schönberg et Busoni.
Pfitzner est un conservateur qui se considère volontiers comme « le dernier survivant de la musique dans un monde devenu fou » (C. Rostand). Il entend poursuivre par une œuvre variée et abondante, aussi bien lyrique que symphonique, la grande tradition du romantisme allemand.
Il apparaît sur la Sonderliste de la Gottbegnadeten-Liste en 1944.
Pfitzner, qui a multiplié les déclarations antisémites, se compromet avec le régime national-socialiste, dont il cherche à devenir le compositeur officiel. Sous le III° Reich, ses œuvres sont très régulièrement programmées. Après la guerre, il fait l'objet d'un procès qui conduit à le retirer de la liste noire établie par les américains.

## Œuvres

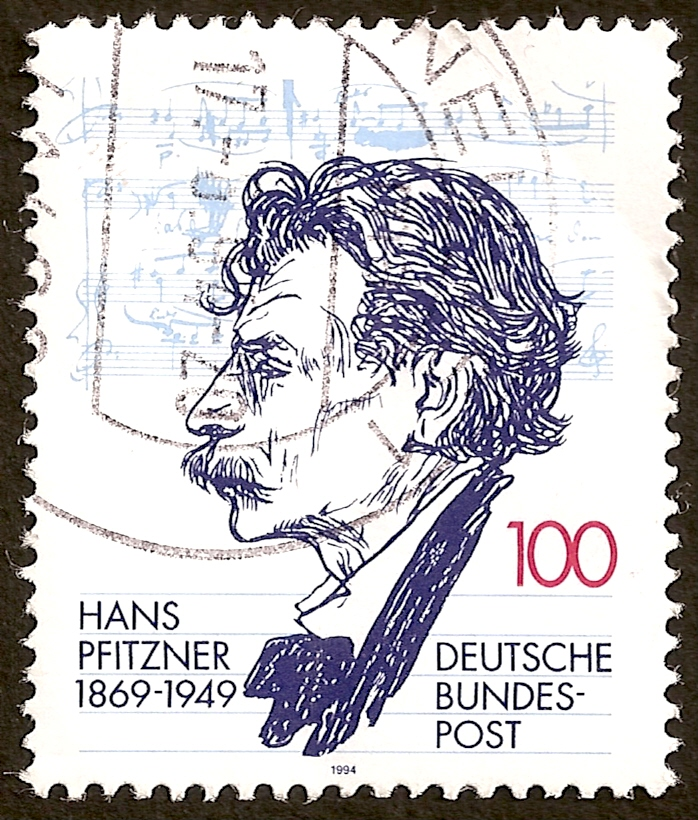
Hans Pfitzner sur un timbre allemand de 1994

### Opéras
- Der arme Heinrich (1891-93, UA 1895)
- Die Rose vom Liebesgarten (1897-1900, UA 1901)
- Das Christ-Elflein op.20 (1906, UA 1906)
- Palestrina (1912-15, UA 1917)
- Das Herz op.39 (1930-31, UA 1931)

### Musique de scène
- Das Fest auf Solhaug (1889-90)
- Das Käthchen von Heilbronn op.17 (1905)
- Gesang der Barden für Die Hermannsschlacht (1906)

### Musique pour Orchestre
- Scherzo c-moll (1887)
- Cellokonzert a-moll (1888)
- Klavierkonzert Es-Dur op.31 (1922)
- Violinkonzert h-moll op.34 (1923, créé par Alma Moodie le 4 juin 1924)
- Sinfonie cis-moll op.36a (1932, Bearbeitung des Streichquartetts cis-Moll op.36)
- Cellokonzert G-Dur op.42 (1935)
- Duo für Violine, Violoncello und kleines Orchester op.43 (1937)
- Kleine Sinfonie G-Dur op.44 (1939)
- Elegie und Reigen op.45 (1940)
- Grosse Sinfonie C-Dur op.46 (1940)
- Cellokonzert a-moll op.52 (1944)
- Krakauer Begrüßung op.54 für Orchester (1944)
- Fantasie op.56 (1947)

### Musique de chambre
- Klaviertrio B-Dur (1886)
- Streichquartett Nr.1 d-moll (1886)
- Cellosonate fis-moll op.1 (1890)
- Klaviertrio F-Dur op.8 (1896)
- Streichquartett Nr.2 D-Dur op.13 (1902-03)
- Klavierquintett C-Dur op.23 (1908)
- Violinsonate e-moll op.27 (1918)
- Streichquartett Nr.3 cis-moll op.36 (1925)
- Streichquartett Nr.4 c-moll op.50 (1942)
- Unorthographisches Fugato für Streichquartett (1943)
- Sextett g-moll op.55 für Klavier, Klarinette, Violine, Viola, Violoncello und Kontrabass (1945)

### Musique pour piano
- 5 Klavierstücke op.47 (1941)
- 6 Studien für Klavier op.51 (1943)

### Musique pour chœur
- Der Blumen Rache. Ballade für Alt, Frauenchor und Orchester (1888)
- Rundgesang zum Neujahrsfest 1901 für Bariton, gemischten Chor und Klavier (1900)
- Columbus für achtstimmigen Chor (1905)
- Gesang der Barden (Kleist) für Männerchor und Orchester (1906)
- Zwei deutsche Gesänge für Bariton und Männerchor op.25 (1915-16)
- Von deutscher Seele. Kantate für Solostimmen, Chor, Orchester und Orgel op.28 (1921)
- Das dunkle Reich. Chorfantasie für Solostimmen, Chor, Orchester und Orgel op.38 (1929)
- Fons salutifer für Chor, Orchester und Orgel op.48 (1941)
- Zwei Männerchöre op.49 (1941)
- Drei Lieder für Männerchor und kleines Orchester op.53 (1944)
- Urworte orphisch. Kantate für Solostimmen, Chor, Orchester und Orgel op.57 (1948-49, ergänzt von R. Rehan)

### Lieder avec orchestre
- Herr Oluf. Ballade für Bariton und Orchester op.12 (1891)
- Die Heinzelmännchen für Bass und Orchester op.14 (1902-03)
- Lethe für Bariton und Orchester op.37 (1926)

### Lieder avec piano
- 6 Jugendlieder (1884-87)
- 7 Lieder op.2 (1888-89)
- 3 Lieder op.3 (1888-89)
- 4 Lieder op.4 (1888-89)
- 3 Lieder op.5 (1888-89)
- 6 Lieder op.6 (1888-89)
- 5 Lieder op.7 (1888-89)
- 5 Lieder op.9 (1888-89)
- 3 Lieder op.10 (1901)
- 5 Lieder op.11 (1901)
- Untreu und Trost (1903)
- 4 Lieder op.15 (1904)
- An den Mond op.18 (1906)
- 2 Lieder op.19 (1905)
- 2 Lieder op.21 (1907)
- 5 Lieder op.22 (1907)
- 4 Lieder op.24 (1909)
- 5 Lieder op.26 (1916)
- 4 Lieder op.29 (1922)
- 4 Lieder op.30 (1922)
- 4 Lieder op.32 (1923)
- Alte Weisen op.33 (1923)
- 6 Liebeslieder op.35 (1924)
- 6 Lieder op.40 (1931)
- 3 Sonette op.41 (1931)